# Brasão de armas da Transnístria

Brasão da RSS da Moldávia

O brasão de armas da Transnístria é uma versão remodelada do antigo brasão da RSS da Moldávia, substituído pelo governo moldavo após a queda da União Soviética em 1991.
Durante a época soviética, seu acrónimo original era: Pridnestrovskaya Moldavskaya Respublika (moldavo: Република Молдовеняскэ Нистрянэ, russo: Придністровська Молдавська Республіка, ucraniano: Придністровська Молдавська Республіка, ПМР) de acordo com a Constituição da Transnístria. Esta é a abreviação PMR em moldavo, e surge ПМР à direita e à esquerda, pois as iniciais são as mesmas em russo e ucraniano.